# Muscle du pharynx
Les muscles du pharynx sont les muscles cervicaux qui constituent un ensemble musculaire formant le pharynx situé en arrière de la cavité buccale.
Ils déterminent la forme de sa lumière et affectent ses propriétés sonores en tant que cavité de résonance principale.
Ils poussent la nourriture dans l'œsophage.

## Structure
Les muscles du pharynx sont organisés en deux couches : une couche circulaire externe et une couche longitudinale interne.

### Couche circulaire externe
La couche circulaire externe est constituée des muscles :
- constricteur supérieur,
- constricteur moyen,
- constricteur inférieur.

Lors de la déglutition, ces muscles se contractent pour propulser le bol alimentaire vers le bas (processus involontaire).

### Couche longitudinale interne
La couche longitudinale interne comprend les muscles stylo-pharyngien et salpingo-pharyngien.
Dans la littérature, le muscle palatopharyngien peut être considéré comme un muscle du pharynx, mais la nomenclature TA2 le rattache au muscle du palais mou et du gosier.
Lors de la déglutition, ces muscles agissent pour raccourcir et élargir le pharynx.

## Innervation
Les muscles du pharynx sont innervés par la branche pharyngienne du nerf vague à l'exception du muscle stylo-pharyngien qui est innervé par le nerf glossopharyngien.

## Vascularisation
Les muscles du pharynx sont principalement vascularisés par des branches de l'artère faciale. D'autres apports sanguins sont assurés par l'artère pharyngée ascendante, l'artère linguale et les artères palatines ascendantes et descendantes.